# LCAC
Le LCAC (Landing craft air cushioned, ou véhicule de débarquement à coussin d'air) est une classe d'embarcation de débarquement sur coussin d'air américaine. Son mode de propulsion permet une réduction du temps de transition entre les navires et la plage, ainsi que son déploiement sur plus de 70 % des côtes du globe, et cela comparé aux 17 % des navires de débarquement conventionnels.

## Historique
Son concept remonte aux années 1970. Deux prototypes d'aéroglisseurs, JEFF(A) construit par Aerojet en Californie, et JEFF(B) construit Bell Aerospace à la Nouvelle-Orléans sont testés par l'U.S. Navy de 1977 à 1981 au cours de multiples scénarios et exercices, comprenant des opérations combinées ainsi que des essais en Alaska. Les deux exercices menés en conditions arctiques montrèrent que la cadence de rotations des L.C.A.C. devait être régulièrement ralentie afin de supprimer les amas de givre sur les superstructures et la jupe tandis que l'usage de JP-5 (dénomination militaire américaine du kérosène) réduisait les risques de colmatage des filtres. Le premier LCAC est livré à l'U.S. Navy en 1984.
Le lancement de la production en série fut accordé le 29 juin 1987. Un total de 91 LCAC ayant été construits jusqu'en 2001.
Comme tout aéroglisseur, l'emploi du L.C.A.C est particulier, ainsi chaque unité est sous l'autorité du contrôle aérien local ou du contrôleur aérien du navire d’assaut, la commande de tangage et de roulis est un manche, tandis que le lacet est commandé par un palonnier. Il est déployé par les navires des classes Austin, classe Anchorage (en),  Whidbey Island, Tarawa, Wasp, etc.
Il est utilisé en 2020 par deux marines de guerre, 72 exemplaires pour l'US Navy et 6 pour la Force maritime japonaise d'autodéfense reçu entre 1994 et 2000. 
68 exemplaires américains subissent à partir de décembre 2018 un nouveau programme d'extension de durée de service.

## Remplacement
Aux États-Unis, un appel d'offres a été lancé en 2010 pour le remplacement des LCAC. Le programme, dénommé Sea Base-to-Shore Connector (SSC), prévoit alors la commande de 80 nouveaux aéroglisseurs pour un montant de 4 milliards de dollars.
Textron a été désigné en 2012 (avec L3C) pour développer un prototype du Ship-to-Shore Connector (SSC) dans le cadre d'une enveloppe de 212,7 millions de dollars, avec une option pour une présérie de 8 exemplaires, ce qui portera le montant initial à 570 millions de dollars. Le SSC est capable de transporter 74t de matériel ou 145 fantassins équipés.
En plus du prototype destiné aux essais, 72 de série au total pourraient être commandés. Deux exemplaires auraient dû  être livrés durant l'année fiscale 2015 et 38 sont prévus, à cette date, entre 2016 et 2020. 
Finalement, le premier exemplaire destiné aux essais immatriculé 100 commence à être construit le 15 novembre 2014 ; il commence ses essais sur l’eau en 2015 puis est livré à la marine des États-Unis le 6 février 2020.  Treize SSC supplémentaires sont en cours de production en date du 9 mars 2020. Un contrat annoncé le 16 avril 2020 d'un montant de 386 millions de $ prévoit la livraison des SSC 109 a 123, soit 15 unités, d'ici janvier 2025. 

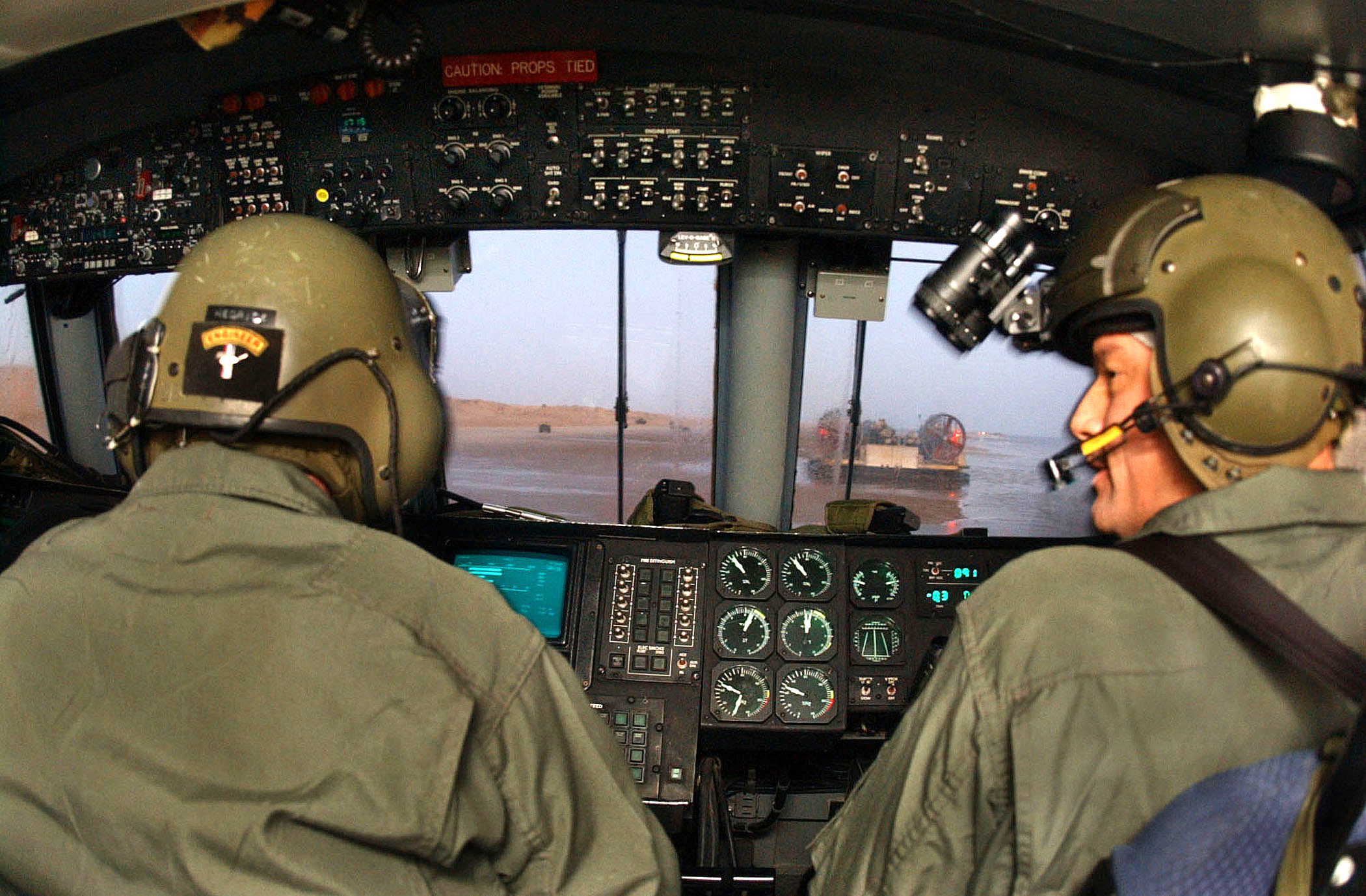
Poste de pilotage d'un LCAC en 2001
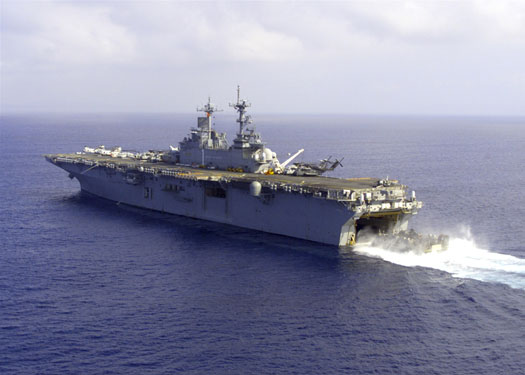
un LCAC approchant l'USS Wasp (LHD-1)
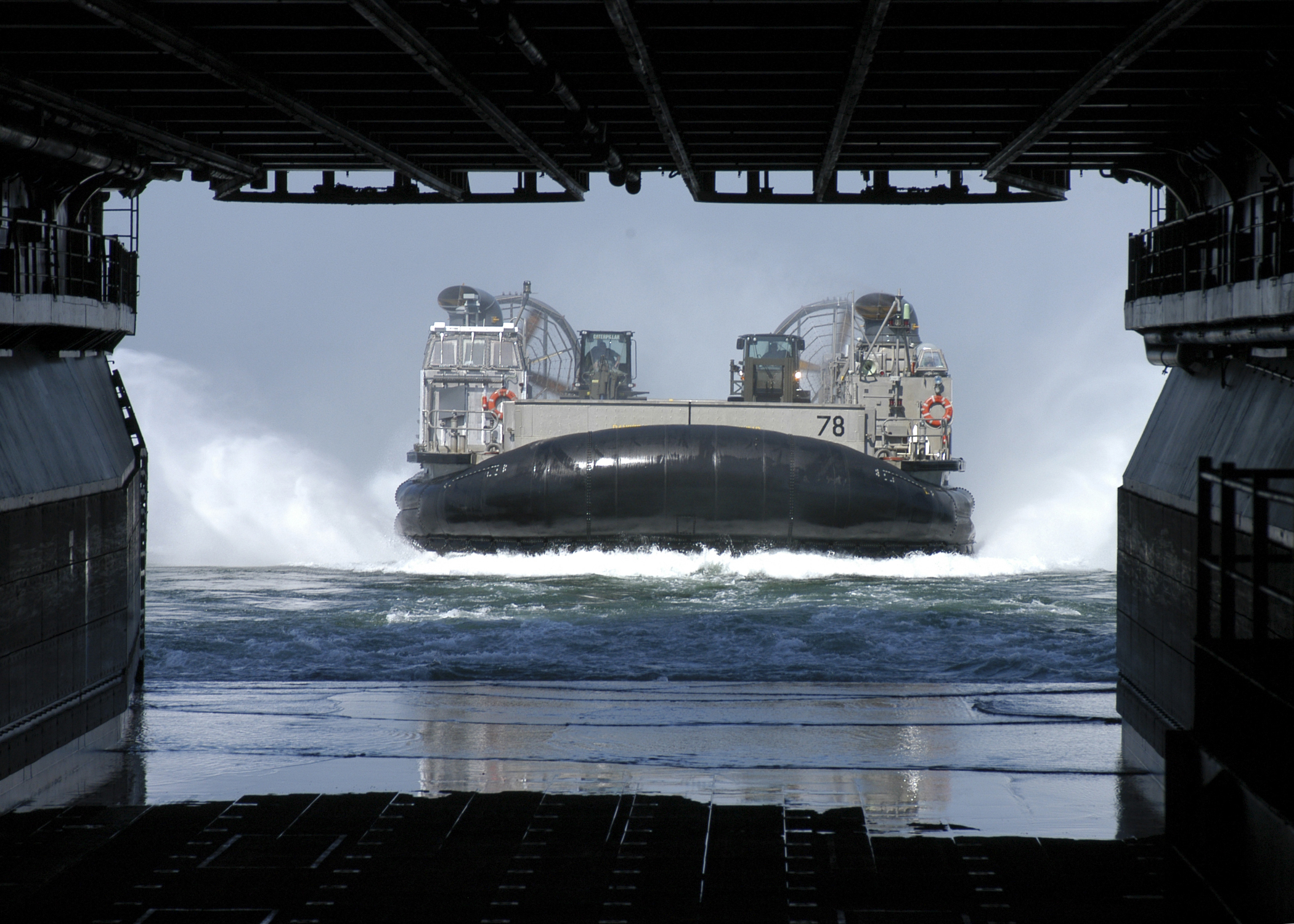
Un LCAC en approche d'entrée dans l'USS Bataan (LHD-5)
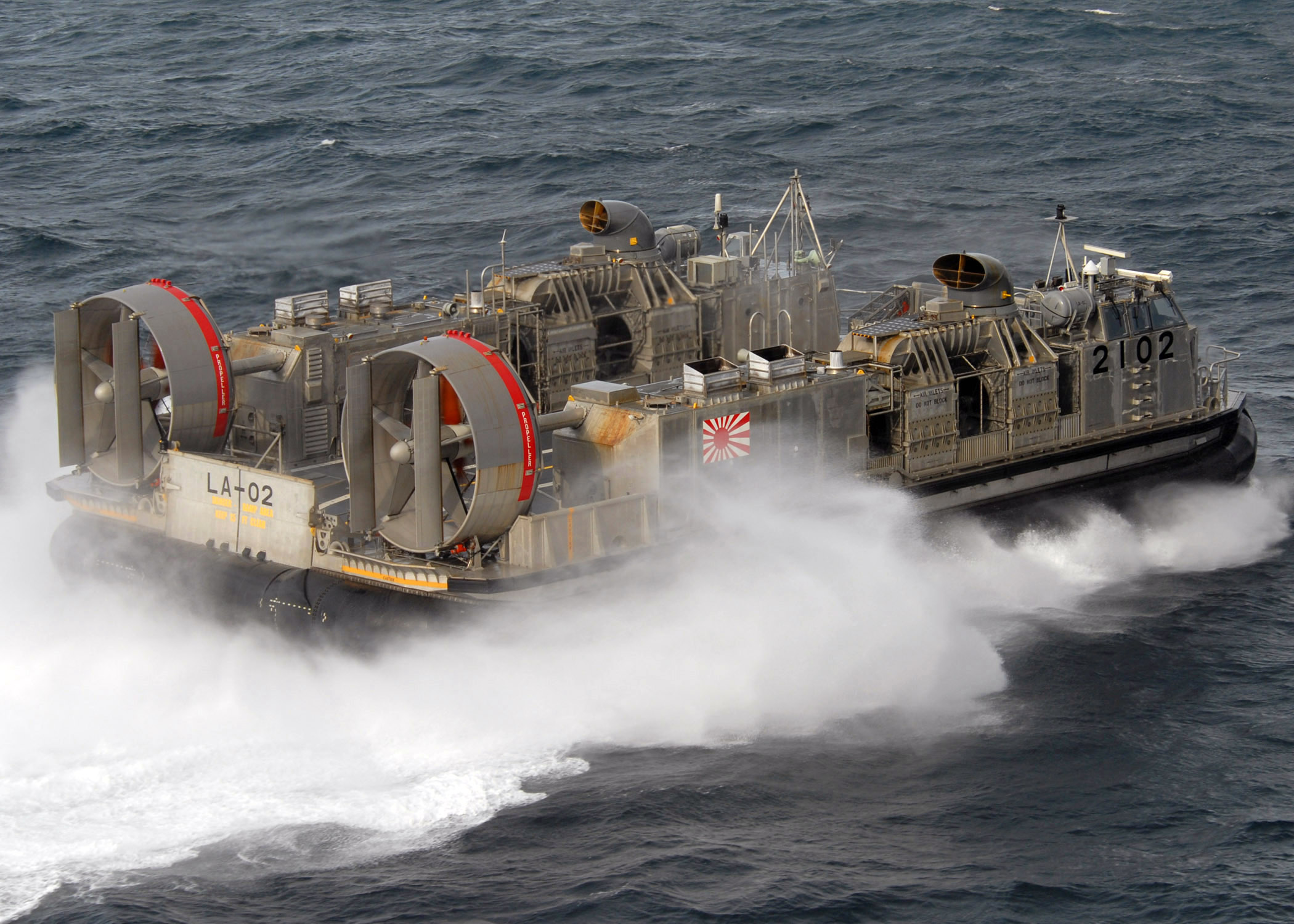
LCAC de la force maritime d'auto-défense du Japon
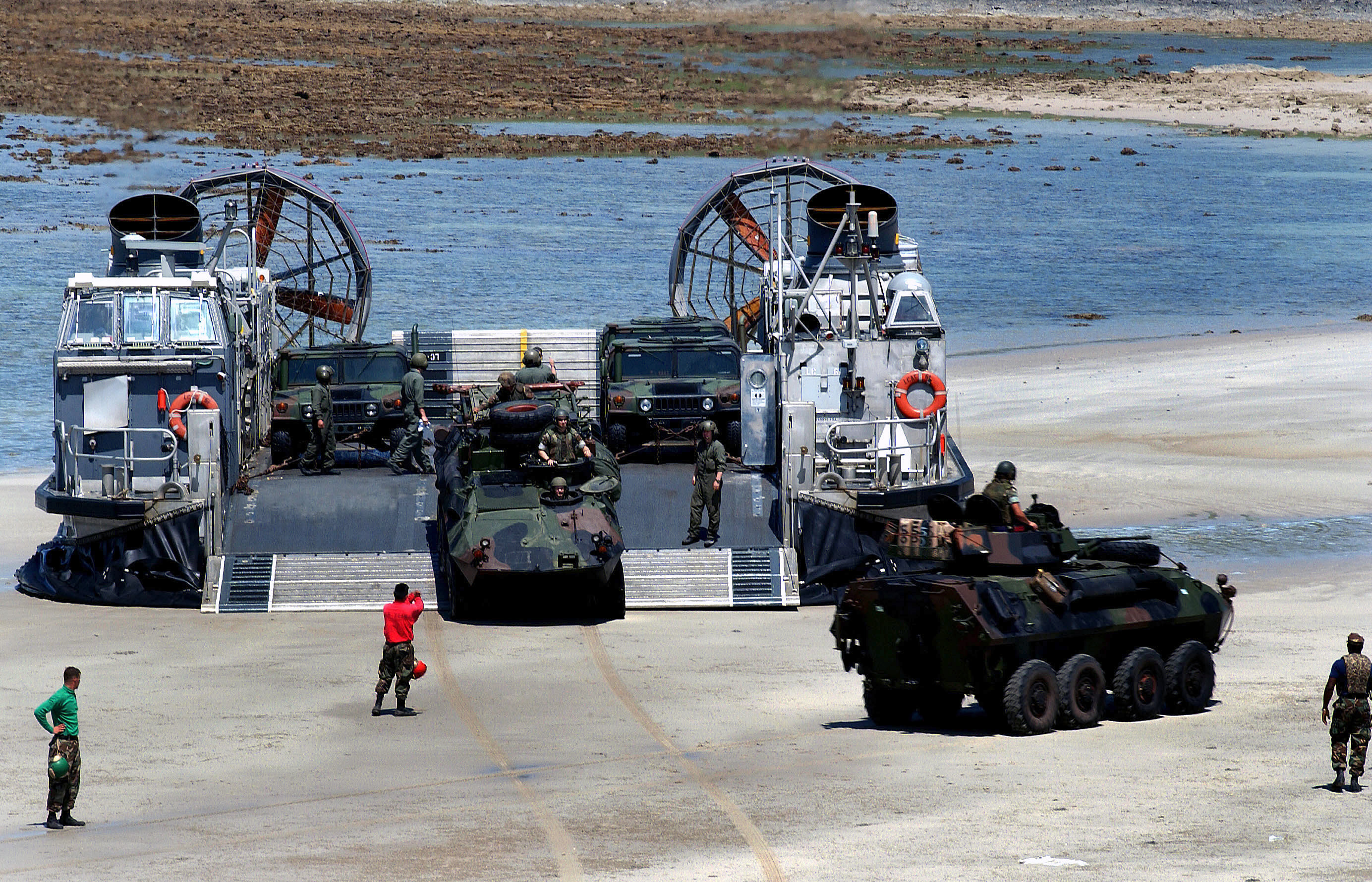
Des blindés des Marines américains débarquant d'un LCAC en Thaïlande lors d'un exercice en 2002.